# Pomožno letalo
Pomožno letalo je lahko lahko letalo ali helikopter za splošno rabo, ki se običajno uporablja za prevoz ljudi ali tovora, vendar se uporablja tudi za druge naloge, kadar bolj specializirana letala niso potrebna ali na voljo.
Izraz se lahko nanaša tudi na tip zrakoplova, ki je certificiran v skladu z ameriškimi, kanadskimi, evropskimi ali avstralskimi predpisi kot letalo pomožne kategorije, kar pomeni, da je z letalom dovoljeno izvajati omejene akrobatske manevre. Odobreni manevri vključujejo kandele, lene osmice, vrtenje in strme obrate z več kot 60° nagiba.